# Branchipodopsis abiadi
Branchipodopsis abiadi är en kräftdjursart som först beskrevs av Brauer 1877.  Branchipodopsis abiadi ingår i släktet Branchipodopsis och familjen Branchipodidae. Inga underarter finns listade.